# Podleśna (Olsztyn)
Podleśna (niem. Allensteiner Stadtforst) – osiedle (jednostka pomocnicza gminy), największe pod względem powierzchni, będące częścią oficjalnego podziału administracyjnego Olsztyna. Na terenie osiedla znajduje się jezioro Pereszkowo.
Osiedlu Podleśna administracyjnie podlegają osiedla:
- Karolin – część zachodnia
- Niedźwiedź
- Stare Kieźliny

## Granice osiedla
- od północy: granicę stanowi granica miasta Olsztyna.
- od wschodu: granica przebiega w kierunku południowym od granic miasta Olsztyna po naturalnych granicach terenowych do ul. M. Zientary-Malewskiej (na wysokości ul. Trackiej), dalej biegnie w kierunku zachodnim ul. M. Zientary-Malewskiej i granicą Lasu Miejskiego do ogrodów działkowych, tu załamuje się w kierunku południowym i biegnie wzdłuż ogrodów działkowych do posesji przy ul. M. Zientary-Malewskiej o nr porządkowym 49, gdzie załamuje się w kierunku południowo-wschodnim i dociera do ul. M. Zientary-Malewskiej, graniczy z zachodnią stroną osiedla Zielona Górka.
- od południa: granica przebiega w kierunku południowo-zachodnim ul. M. Zientary-Malewskiej, a następnie wzdłuż linii kolejowej i graniczy z północną stroną osiedla Kętrzyńskiego.
- od zachodu: granica przebiega w kierunku północnym od torów kolejowych, przecina ul. M. Zientary-Malewskiej na wysokości numeracji porządkowej 11 nieparzyste oraz 10 parzyste i biegnie do ul. B. Limanowskiego, dalej ul. B. Limanowskiego (zapleczem nieruchomości po stronie parzystej) do al. Sybiraków, aleją Sybiraków do ul. Oficerskiej, a następnie przebiega w kierunku północno-wschodnim ulicą Oficerską do granic Lasu Miejskiego, tu załamuje się w kierunku zachodnim i przebiega granicą Lasu Miejskiego do ul. J. Fałata, a następnie al. Wojska Polskiego (na wysokości ul. Sportowej), tu załamuje się  w kierunku północnym i biegnie Aleją Wojska Polskiego do granic miasta Olsztyna i graniczy ze wschodnią stroną osiedla Zatorze i Wojska Polskiego.

## Komunikacja

### Komunikacja
Przez osiedle przebiegają dwie leśne ulice: św. Franciszka z Asyżu (na niej znajduje się osiedle Stare Kieźliny) i Turystyczna (przebiegająca nieopodal miejskiego schroniska dla zwierząt).

### Komunikacja miejska
Na terenie osiedla znajdują się obecnie cztery pętle autobusowe (Osiedle Podleśna, Jagiellońska-Szpital, Jagiellońska-Ogrody i Cmentarz Dywity-Brama Wschodnia). Przez teren osiedla przebiegają trasy 8 linii dziennych: 108, 109, 112, 116, 117, 126, 131 oraz 136.

## Edukacja
- Zespół Szkół Ekonomiczno-Handlowych im. Polaków spod Znaku Rodła
- Szkoła Podstawowa nr 9
- Autorskie Gimnazjum Akademickie SKU „GLOB” (niepubliczne)
- Prywatne Liceum Ogólnokształcące SKU „GLOB”
- Przedszkole Miejskie Nr 1
- Szkoła Podstawowa nr 1
- Olsztyńska Szkoła Wyższa im. Józefa Rusieckiego
- Wyższa Szkoła Informatyki i Ekonomii TWP
- Przedszkole Szesnastka im. Ireny Kwintowej
- Przedszkole i Żłobek Norlandia

## Opieka zdrowotna
- Samodzielny Publiczny Zespół Gruźlicy i Chorób Płuc

## Obiekty religijne
- Sala Królestwa zboru Świadków Jehowy[3]